# 醍醐コミュニティバス

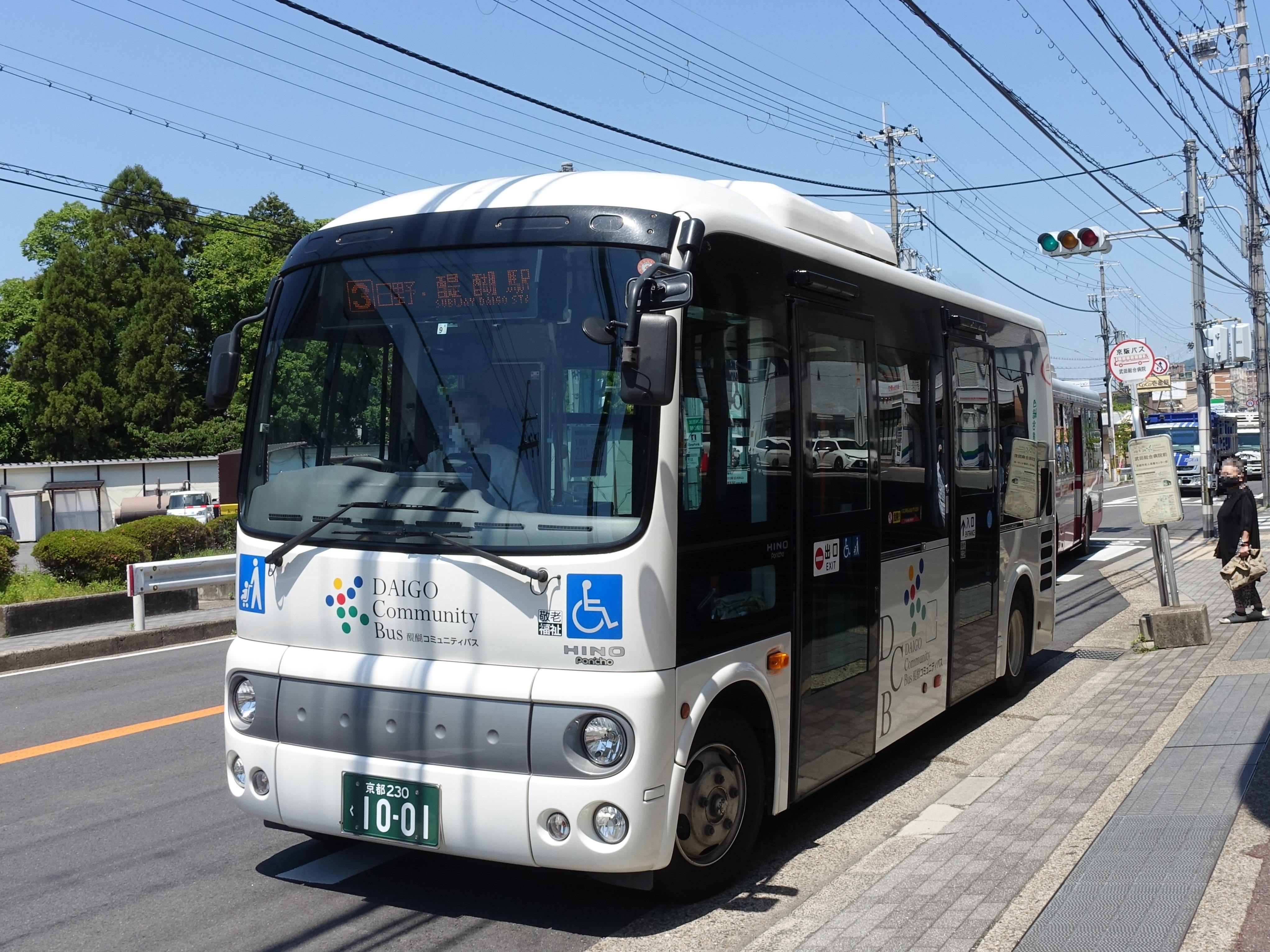
武田総合病院前バス停に停車中の醍醐コミュニティバス（日野・ポンチョ）

醍醐コミュニティバス（だいごコミュニティバス）は、京都市伏見区東部の醍醐地区において運行されているコミュニティバスである。2004年2月16日運行開始。自治体によるコミュニティバスではなく、醍醐地区の住民団体「醍醐コミュニティバス市民の会」が自主運行する住民参加型路線である点を特徴とする。運行はヤサカグループのヤサカバスに委託されている。略称は「DCB」。

## 概要

### 誕生の経緯
醍醐地区ではもともと京阪バスと京都市交通局（京都市営バス）により路線バスが運行されており、地区内と六地蔵駅・山科駅、京都市中心部（四条河原町など）を結んでいた。
1997年に京都市営地下鉄東西線が開業したため、醍醐地区を走る路線バスについて路線再編が行われることとなった。このため京都市交通局は醍醐地区の各路線の廃止や京阪バスへの移管を行い、同時に醍醐営業所を廃止することとなった。また京都市交通局から路線移管を受けることとなった京阪バスにおいても大幅な再編が行われた。これにより、醍醐地区からは京都市中心部へ路線バスでアクセスできなくなり、また幹線道路沿いには路線バスが運行されているものの、醍醐地区では小高い丘や坂の上に住宅や団地が多くあることから、地下鉄開業に伴い交通不便地域が出現することになった。
そのため醍醐地域の住民は、2001年9月に自治町内会連絡協議会などを中心として「醍醐地域にコミュニティバスを走らせる市民の会」（現・「醍醐コミュニティバス市民の会」）を設立し、京都市交通局をはじめ関係団体に路線バスの運行を強く求めていくこととなった。しかし京都市の財政難なども問題となっていたことから、行政による運行は困難であると判断し、住民の手により自主運行する形を目指すこととなった。
京都市側は京阪バスに循環バス（一般路線バス）の運行を要請し、「くるり200・だいご循環線」として2002年に運行開始されたが、運賃やダイヤなどが住民の需要と異なったため、一般路線バスの他の運行経路と統合されわずか2年で廃止された。
「市民の会」は専門家や事業者、運行協力金を出す法人や団体も交えて会合を行い、住民団体による自主的な路線バスの運行を行う方針で急速に計画を進めていった。2003年6月に「市民の会」はヤサカバスと運行契約を締結、同年11月には国土交通省近畿運輸局に路線バス運行の許可を申請。翌2004年1月30日に認可が下り、同2月16日に運行を開始した。運行開始日とその前日には、パセオ・ダイゴローで発車記念イベントが行われ、2月15日には「醍醐コミュニティバス発車前日祭」としてオリジナルソングの合唱など、2月16日には発車式テープカットが行われた。自治体の補助を受けずに運営する自主運行のコミュニティバスとして、運行開始時には全国から多くの人々が視察に訪れた。

### 運行後の状況
運行計画時点での見込みは1日当たり500人程度であったが、営業開始から10ヶ月程度たった時点では600人程度と予測を上回ることとなった。また利用客数が累計10万人に達した時期は想定よりも大幅に速く、運行開始から約4ヶ月半後の2004年7月2日に達成した。
運行開始当初は石田駅は開業していなかったが、2004年11月26日に京都市営地下鉄東西線の醍醐 - 六地蔵間が延伸開業し、石田駅が開業したことによるダイヤ改正で「地下鉄石田駅前」バス停などが新設された。
当初は京都市の敬老・福祉乗車証の対象外であったが、住民からの要望を受け2006年10月から利用可能となった。また一日乗車券（大人・小人とも320円）も発売されている。
醍醐地域のみならず、小栗栖地域・石田地域の一部および山科区の随心院付近へも運行されている。利用形態は住民の通学・通院やスーパーマーケットでの買い物など地域内移動、各住宅地から醍醐駅・石田駅への移動、世界遺産である醍醐寺をはじめとした観光スポットへの移動である。
醍醐地域・小栗栖地域・石田地域は、六地蔵地域と隣接してはいるものの、醍醐コミュニティバスは「MOMOテラス」の近くを除いて六地蔵地区へは乗り入れていない。そのため六地蔵駅へ行く際は醍醐コミュニティバスは利用できない。また、石田地区でも規模の大きい団地である石田団地や大受団地には直接乗り入れていない。

### 祭礼などの臨時輸送
醍醐寺で毎年2月に行われる五大力尊仁王会、4月に行われる花見行列の際には特別輸送体制が組まれ、醍醐寺前と地下鉄醍醐駅を結ぶ道路の一部区間が通行止めとなるため、同区間を走る4号路線のルートが一部変更となる。そのため「醍醐東団地」「醍醐寺前」バス停が休止となり、醍醐寺前と醍醐駅を結ぶ道と、新奈良街道が立体交差する付近に「臨時醍醐寺前」バス停が設置される。また地下鉄醍醐駅前と臨時醍醐寺前間のみを走行する臨時バスが増発される。当日は輸送量が激増するため、ヤサカバスが洛西地域の一般路線で使用している黄色の中型・大型車両を醍醐地域まで回送して一部投入する体制となる。
この他にも春の花見シーズンには「快速 醍醐寺前」「快速 地下鉄醍醐駅前」行きが、同じく中型・大型車両で設定されている。

## 路線

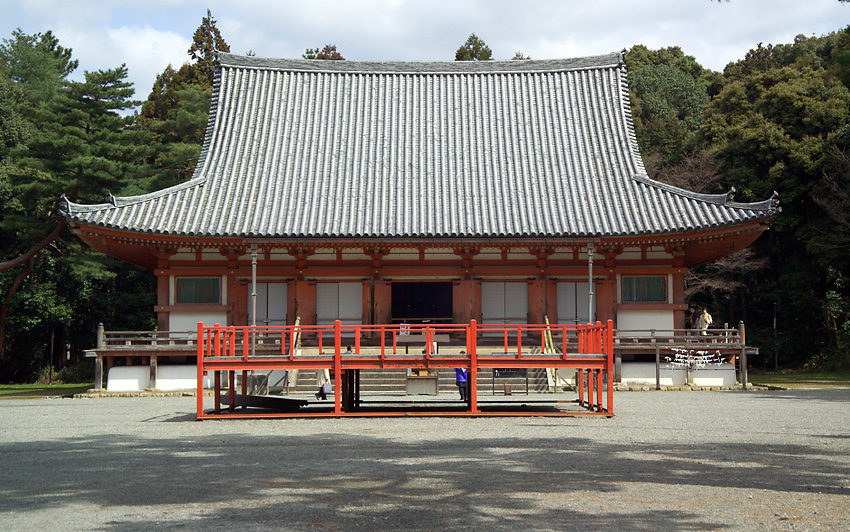
醍醐寺

連続運行を行う便の場合は、乗車中に路線を跨いでも1回分の運賃で利用できる。なお、ヤサカバスの一般路線とは異なり、正式な系統番号の呼称は「X号路線」と称す（一般路線では「X号系統」と称す）。

### 1号路線
- 地下鉄醍醐駅前 - 醍醐総合庁舎前 - 小栗栖 - 小栗栖西団地中央 - コ・ス・パ桃山六地蔵・コーナン・MOMOテラス前 - 小栗栖中学校前 - 地下鉄石田駅前 - 武田総合病院西館前

### 2号路線
- 上ノ山団地北 - 中山団地 - 地下鉄醍醐駅前 - 醍醐総合庁舎前 - 多近田町 - 地下鉄石田駅前 - 武田総合病院西館前

### 3号路線
- 3号A路線：地下鉄醍醐駅前 - 醍醐新和泉町 - 端山団地 - 醍醐南団地公園前 - 山口橋 - 谷寺町 - 日野小学校前 - 新生十全会なごみの里病院前 - 春日野小学校前 - 東合場町 - 多近田町 - 地下鉄石田駅前 - 武田総合病院西館前
- 3号B路線：地下鉄醍醐駅前 - 醍醐新和泉町 - 端山団地 - 醍醐南団地公園前 - 山口橋 - 谷寺町 - 東合場町 - 多近田町 - 地下鉄石田駅前 - 武田総合病院西館前
  - 3号B路線は斜字のバス停は経由しない。

### 4号路線（旧4号A路線）
- 地下鉄醍醐駅前 → アル・プラザ前 → 醍醐寺前 → 醍醐新町・東稜高校前 → 醍醐天皇陵前 → 柿原町集会所前 → 随心院前（この停留所のみ山科区に位置する）→ 醍醐新町・東稜高校前 → 醍醐寺前 → 地下鉄醍醐駅前

## 廃止路線

### 4号路線
- 4号B路線：地下鉄醍醐駅前→ アル・プラザ前 → 醍醐寺前 → 醍醐新町・東稜高校前 → 北醍醐団地 → 随心院前 → 醍醐新町・東稜高校前 → 醍醐寺前 → 地下鉄醍醐駅前
  - 2008年3月1日：4号B路線を廃止。

### 5号路線
- 地下鉄醍醐駅前 → 醍醐総合庁舎前 → 多近田町→合場町・村井建設前 → 一言寺・醍醐中学校前 → 端山団地 → 醍醐辻・醍醐小学校前 → 地下鉄醍醐駅前
  - 2008年3月1日：新設[5]。
  - 2015年10月1日：廃止[6]。

## 車両
- 日野・ポンチョ（2代目・2ドアロングボディ） - 現行車両
- 日野・リエッセ - 初代車両
- トヨタ・ハイエース - 過去の車両

運行開始時より、醍醐コミュニティバス専用の白い塗装の小型バス、日野・リエッセが4台使用されていた。2015年の3号路線の経路変更前にはトヨタ・ハイエースも使用していたが、経路変更時に他の路線と同じ小型バスの日野・リエッセが入れるようになったことで廃車となり、5台から4台体制となった。専用車両の点検などで、ヤサカバスの一般塗色である黄色のリエッセが代走に入ることもあった。
初代車両のリエッセについても経年により、2018年10月1日よりノンステップバスのポンチョに代替された。
公式サイトでは専用車両のリエッセを「醍醐の白い貴婦人」と紹介していた。乗車500万人を記念してリエッセのオリジナルチョロQが発売され、オンラインショップで全国販売もされた。

## ギャラリー

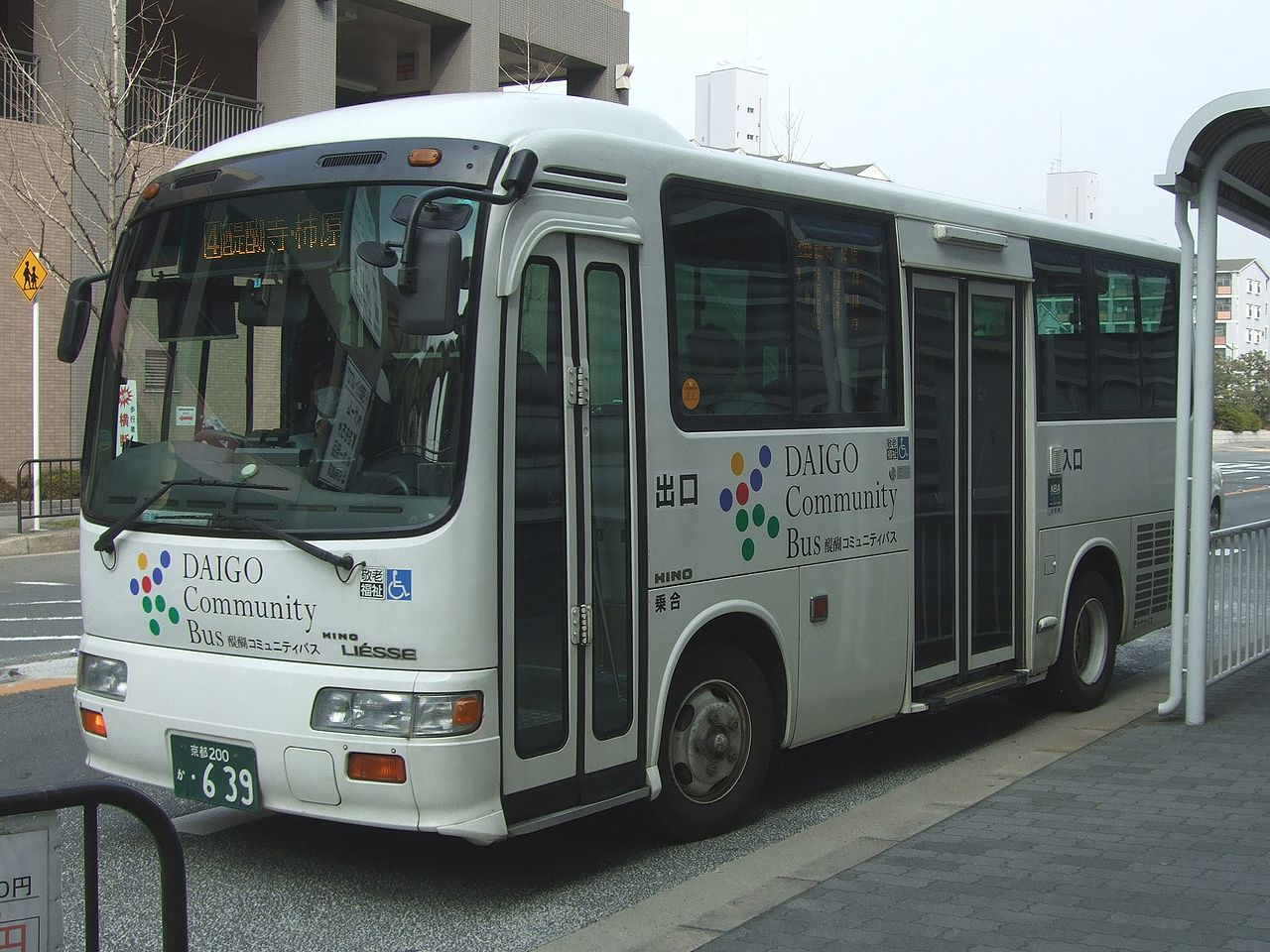
地下鉄醍醐駅前バス停を発車する醍醐コミュニティバス（日野・リエッセ）